# Фестиваль

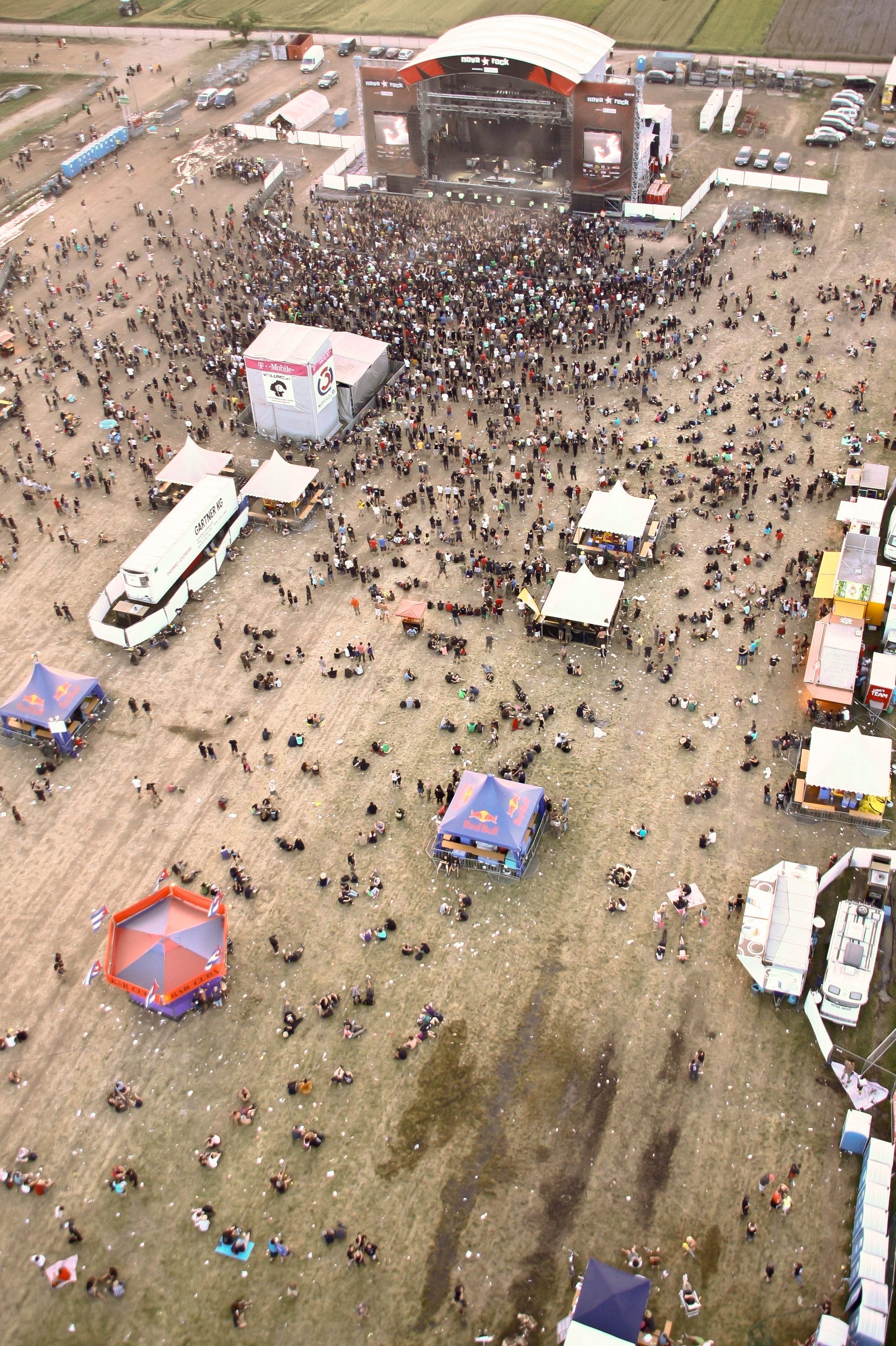
Музыкальный фестиваль Novarock 2010

Фестива́ль (фр. festival лат. festivus — «праздничный») — массовое празднество, показ (смотр) достижений музыкального, театрального, эстрадного, циркового или киноискусства, а также спортивных достижений.
В США народные уличные ярмарки также называются фестивалями, в память об античных сатурналиях — первых широких гуляниях с выступлениями артистов для разновозрастной публики.
Проводятся как в крупных закрытых помещениях, так и в современном формате на открытом воздухе: на полях, площадях, в парках, естественных архитектурно-исторических интерьерах за́мков и других достопримечательных мест.
Первые фестивали, которые появились в XVIII веке в Великобритании, были музыкальными. С XX века становятся популярными международные фестивали. Некоторые фестивали молодёжи и студентов проходили под лозунгами «За мир и дружбу» и «За солидарность, мир и дружбу». В СССР музыкальные фестивали впервые были организованы в 1930-е годы.

## Виды фестивалей
- Кинофестиваль
- Фестиваль искусств
  - Театральный фестиваль
  - Музыкальный фестиваль
    - Рок-фестиваль
    - Фестиваль авторской песни
    - Джазовый фестиваль

  - Танцевальный фестиваль
  - Балетный фестиваль
  - Цирковой фестиваль
- Байк-фестивали
- Исторический фестиваль
- Фестиваль огня
- Фестиваль цветов
- Фестиваль моды
- Фестиваль науки (Всероссийский фестиваль науки)
- Книжный фестиваль
- Фестиваль уличной культуры
- Фестиваль еды
- Литературный фестиваль
- Фестиваль этнических культур
- Фестиваль народного искусства
- Фестиваль детского творчества
- Шоукейс-фестиваль
- Фестиваль игр
- Спортивный фестиваль
  - Фестиваль «Небо: теория и практика»
- Фестивали психологии и духовных практик
- Фестивали (конвенты) по другим видам искусств:
  - исторической реконструкции
  - Фантастика
  - Анимация
  - Ролевых игр
- контактной импровизации и т. д., либо широкого профиля (Сидмонтонский Фестиваль).
- Религиозные фестивали («Братья»), пивные и другие.